# Детектор-независимое квантовое распределение ключей
Детектор-независимое квантовое распределение ключей (en. Measurement-Device-Independent Quantum Key Distribution, MDI-QKD) — протокол квантового распределения ключей (QKD), главной особенностью которого является неуязвимость к атакам, эксплуатирующим неидеальность детекторов одиночных фотонов.

## Предпосылки к созданию
Квантовое распределение ключей (QKD) позволяет двум сторонам (обычно называемым Алисой и Бобом) генерировать общую строку секретных битов, называемых секретным ключом, в присутствии перехватчика Евы. Этот ключ может использоваться для таких задач, как безопасная связь и аутентификация. Однако между теорией и практикой QKD существует большой разрыв. Теоретически QKD предлагает безусловную безопасность, гарантированную законами физики. Однако практические реализации QKD редко соответствуют предположениям идеализированных моделей, используемых в доказательствах безопасности. Действительно, используя лазейки безопасности в практических реализациях, особенно несовершенство детекторов, были успешно реализованы различные атаки на коммерческие системы QKD, что подчеркивает их практическую уязвимость. Чтобы снова связать теорию с практикой, было предложено несколько подходов, одним из которых стал MDI-QKD.

## Описание метода
Генерация ключа происходит, как и во всех протоколах квантовой криптографии, в две фазы.
Первая фаза - коммуникация через квантовый канал:
1. И Алиса, и Боб готовят состояния слабо когерентных импульсов (WCPs), произвольно выбирая одну из четырех возможных поляризации BB84 (то есть вертикальное, горизонтальное, 45° и 135° поляризованных состояний), и отправляют их третьему, ненадежному, участнику Чарли (или Ева), который находится в середине. Так же Алиса и Боб применяют Метод состояний-ловушек (Decoy state method).
2. Чарли выполняет измерение входящих состояний в базисе Белла, которое проецирует входящие сигналы в состояние Белла.

Вторая фаза - коммуникация через аутентифицированный публичный канал:
1. Чарли объявляет о событиях, когда он получил успешный результат измерения, а также результат его измерения.
2. Алиса и Боб сохраняют отправленные биты, которые соответствуют этим случаям и отбрасывают остальные. Как и в BB84, они выбирают события, где они использовали одинаковые базисы в своей передаче по квантовому каналу.
3. Чтобы гарантировать, что их битовые строки правильно коррелированы, Алиса или Боб должны применить переворот бита к его или её данным, за исключением случаев, когда оба они выбрали диагональный базис, и Чарли получает успешный результат измерения, соответствующий триплетному состоянию.

Возможность считать Чарли ненадежным узлом и свободно передавать результаты измерений по публичному каналу достигается благодаря эффекту Хонга-У-Манделя. Он заключается в том, что одновременно приходящие от Алисы и Боба фотоны интерферируют в светоделителе 50:50, на каждом конце которого стоит поляризующий светоделитель, проектирующий входящие фотоны в горизонтальное или диагональное состояние. Измерение в базисе Белла само по себе дает информацию о запутанном состоянии двух фотонов, и только Алиса и Боб, зная свои отправленные состояния, могут определить отправленные друг другом состояния.
Доказательство криптостойкости метода MDI-QKD включает несколько допущений. Во-первых, предполагается, что Метод состояний-ловушек может быть использован для оценки полезный выход (англ. gain - вероятность того, что реле выдаст сигнал успешного измерения белловского состояния) и  частоты ошибок  по кубитам (QBER). Во-вторых, оценивается скорость генерации секретного ключа для реалистичной схемы. Кроме того, предполагается, что все детекторы Чарли идентичны (т.е. они имеют одинаковые скорость темновых отсчетов и эффективность детектирования), и их темновые отсчеты не зависят от входящих сигналов.

## Отличительные особенности MDI-QKD
Ключевым преимуществом метода является то, что детекторы Чарли могут быть произвольно повреждены без ущерба для безопасности. Также, из-за расположения Чарли в середине канала связи, максимальное расстояние между Алисой и Бобом удваивается в сравнении с классическими протоколами, такими как BB84.